# 올림픽 사이클폴로
올림픽 사이클폴로는 올림픽에서 사이클폴로로 경기를 겨루는 올림픽 경기 종목이다. 1908년 하계 올림픽에 비공식 종목으로 채택되었다.

## 세부 종목

### 하계 올림픽 세부 종
| 종목 | 08 | 계 |
| ---- | -- | -- |
| 남자 | •  | 0  |
| 계   |    |    |